# Rui Bandeira
Rui Pedro Neto de Melo Bandeira, född 25 juli 1973 i Nampula, Moçambique, är en portugisisk popsångare.
Rui Bandeira föddes i Moçambique. Han flyttade med sin familj till Portugal när han var två år gammal. Han började ägna sig åt musik i samband med att han gick med i en evangelisk kyrka när han var femton år.
1999 deltog Bandeira i Portugals uttagning till Eurovision Song Contest, Festival RTP da Canção, där han vann med bidraget Como tudo começou. I Eurovision Song Contest kom han på 21:a plats med 12 poäng. Samma år släppte han sitt soloalbum med samma namn som låten.

## Diskografi
- Como tudo começou (1999)
- Mais (2000)
- Magia do Amor (2001)
- Momentos (2003)
- Destino (2004)
- Duas Vidas (2005)
- Só Deus Sabe (2006)
- Ao Vivo (2007)
- O Nosso Amor (2009)
- Um Dia Vais Voltar (2010)
- Chegou a Hora (2012)